# Phelipanche auranitica
Phelipanche auranitica är en snyltrotsväxtart som först beskrevs av Paul Mouterde, och fick sitt nu gällande namn av Uhlich. Phelipanche auranitica ingår i släktet Phelipanche och familjen snyltrotsväxter. Inga underarter finns listade i Catalogue of Life.